# Jawir Krasnopole
Jawir Krasnopole (ukr. Футбольний клуб «Явір» (Краснопілля), Futbolnyj Kłub „Jawir” (Krasnopole)) – ukraiński klub piłkarski, mający siedzibę w mieście Krasnopole.
W latach 1992–1995 występował w rozgrywkach ukraińskiej Drugiej Lihi, a w latach 1995–1998 w rozgrywkach ukraińskiej Pierwszej Lihi.

## Historia
Chronologia nazw:
- 1982: Jawir Krasnopole (ukr. «Явір» (Краснопілля))
- wiosna 1999: klub rozwiązano – po przeniesieniu do Sum i zmianie nazwy na Jawir-Sumy
- 1999: Jawir Krasnopole (ukr. «Явір» (Краснопілля))
- wrzesień 2008: klub rozwiązano – po przeniesieniu do Sum i zmianie nazwy na FK Sumy
- 2008: FK Krasnopole (ukr. ФК «Краснопілля» (Краснопілля))
- 2011: Jawir Krasnopole (ukr. «Явір» (Краснопілля))

Pierwsza drużyna piłkarska Jawir Krasnopole została założona 12 stycznia 1982 roku w Krasnopolu, w obwodzie sumskim. Występował w rozgrywkach obwodu sumskiego oraz Mistrzostw Ukrainy spośród zespołów amatorskich w latach 1985–1987 i 1989–1991, a w sezonie 1992 w Przejściowej Lidze. Zajął 3 miejsce co premiowało awansem. Od sezonu 1992/93 klub występował w Drugiej Lidze.
W sezonie 1994/95 klub zajął pierwsze miejsce i od następnego sezonu 1995/96 występował w Pierwszej Lidze.
Tak jak w stolicy obwodu Sumach od 1996 roku nie było żadnego klubu profesjonalnego, to w 1999 roku zdecydowano o przeniesieniu klubu do Sum. Załatwiono wszystkie formalności i w rundzie wiosennej sezonu 1998/99 nowo utworzony klub Jawir-Sumy zajął miejsce Jaworu Krasnopole w Pierwszej Lidze.
W 1999 w Krasnopolu ponownie została założona nowa drużyna Jawir Krasnopole. Zespół zgłosił się do rozgrywek amatorskich Mistrzostw obwodu sumskiego. W latach 2001–2002 występował w rozgrywkach Mistrzostw Ukrainy spośród zespołów amatorskich.
W 2002 roku klub zgłosił się do rozgrywek w Drugiej Lidze i otrzymał status profesjonalny.
Od sezonu 2002/03 występuje w Drugiej Lidze.
We wrześniu 2008 klub po raz drugi przeniósł się do Sum i zmienił nazwę na FK Sumy.
W 2008 został założony FK Krasnopole. Zespół startował w mistrzostwach drugiej grupy obwodu sumskiego. Latem 2011 przywrócił historyczną nazwę Jawir Krasnopole.

## Sukcesy
- 10 miejsce w Pierwszej Lidze: 1997/98
- mistrz Drugiej Ligi: 1995
- 1/8 finału Pucharu Ukrainy: 1995/96

## Trenerzy od lat 90.
...
- 03.1992–06.1992:  Wołodymyr Bohacz i Mykoła Astafjew
- 07.1992–11.1992:  Wałerij Duszkow
- 03.1993–06.1993:  Wołodymyr Bohacz
- 07.1993–06.1994:  Wałerij Duszkow
- 03.1994–06.1995:  Wołodymyr Bohacz
- 08.1995:  Wałerij Bermudes
- 08.1995–11.1997:  Wałerij Duszkow
- 03.1998–12.1998:  Ihor Zachariak

...
- 07.2002–06.2006:  Wasyl Jermak
- 07.2006–08.2008:  Wołodymyr Bohacz

## Inne
- PFK Sumy
- Spartak Sumy